# Fiat Croma
El Fiat Croma es un automóvil de turismo del  segmento D producido en diferentes periodos por Fiat Auto S.p.A. Posee este, la excelencia, de ser el primer turismo del mundo en incorporar la inyección directa en un motor diesel. -TD.id. (Turbo Diésel Inyección Directa), es su denominación comercial. 
El primero de ellos, es un liftback cinco puertas fabricado en el periodo 1985-1996 y el segundo, con un concepto que, en nada tiene que ver con el primero, de corte monovolumen - familiar producido entre 2005 y 2010, acorde a los nuevos tiempos de principios del  siglo XXI.

## Primera generación (1985–1996)

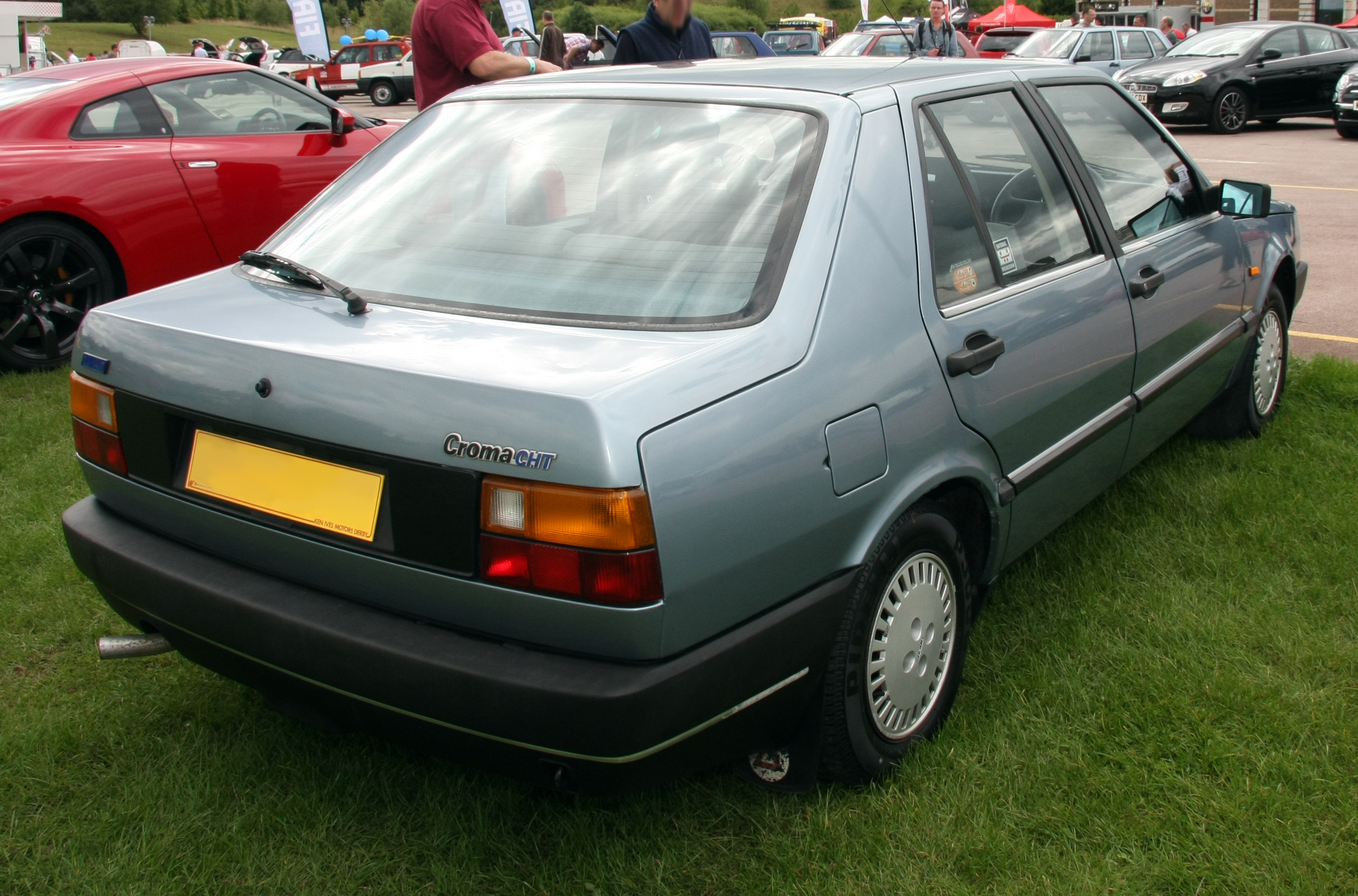
1987 Fiat Croma CHT

El Croma (154) original fue un notchback liftback 5 puertas diseñado por Giorgetto Giugiaro de Italdesign fabricado en la plataforma Type Four, que se diseñó en colaboración entre varias empresas que también desarrollaron el Saab 9000, Lancia Thema y Alfa Romeo 164. Se sacó a la venta en 1985.
A pesar de que los otros modelos fueron del segmento E, el Croma fue comercializado desde el segmento D, sustituyendo al Fiat Argenta. El Croma fue la primera berlina desarrollada por Fiat con un motor transversal y tracción delantera.

### Lavados de cara

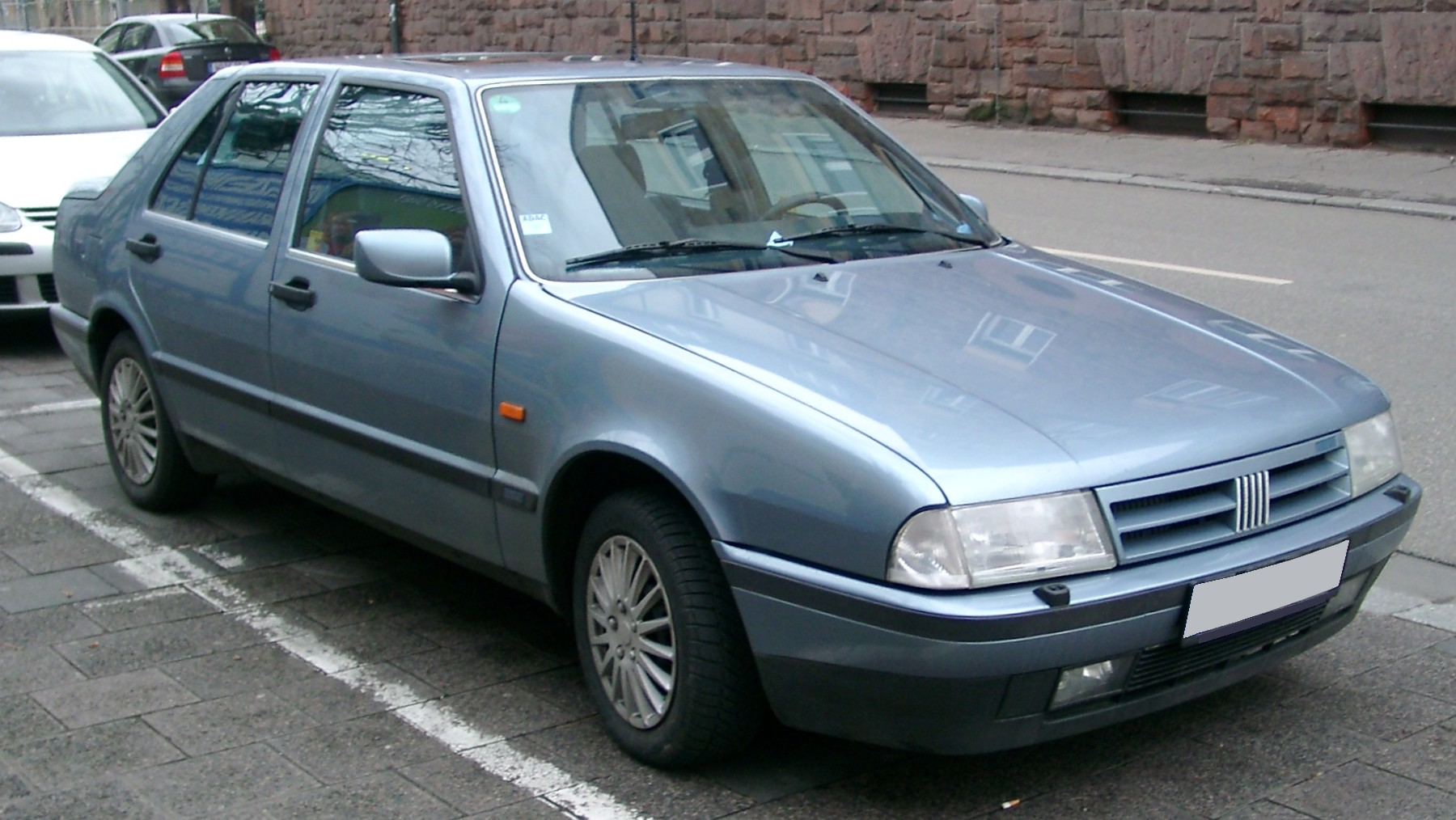
Fiat Croma (posterior a 1991)

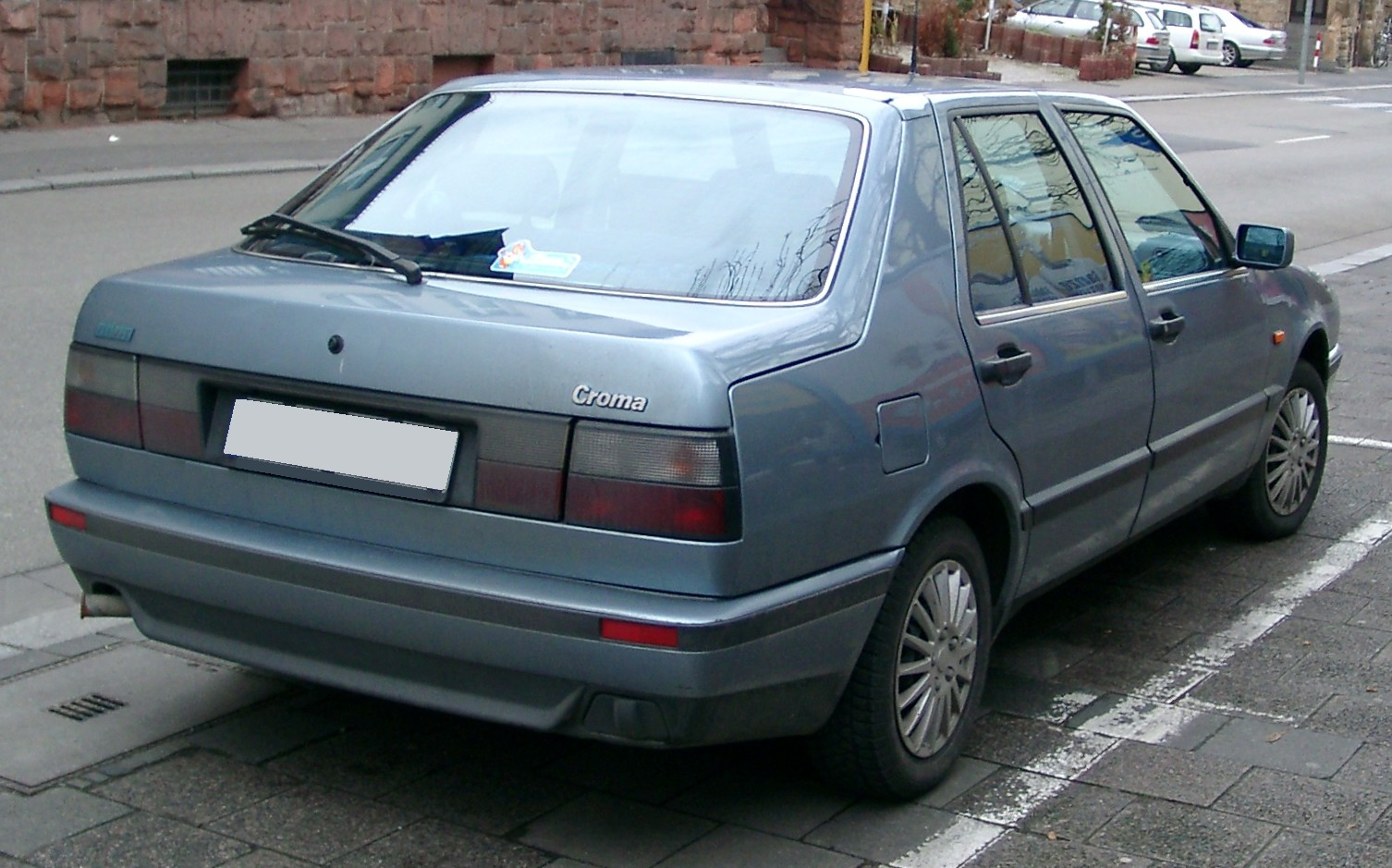
Fiat Croma (trasera)

El Croma recibió un pequeño lavado de cara en 1988, siendo mostrado por primera vez en el salón del motor de Frankfurt en septiembre de 1987. El plástico entre los pilotos traseros se modificó, la parte inferior de los parachoques se pintó del color de la carrocería y los intermitentes se cambiaron de naranja a transparentes. El aspecto frontal recibió modificaciones en los faros, con un aspecto más similar al Tipo.
En enero de 1991 se le dio otro lavado de cara, con un nuevo diseño frontal, incluyendo cambios en los faros, paragolpes, parrilla y aletas. Además, en 1991, se equipó el motor diésel con geometría variable. Se le dio otro lavado de cara en junio de 1993.
La producción del Fiat Croma había finalizado en el año 1996, significando a su vez la salida de Fiat del mercado mundial del segmento D. Si bien en ese año fue presentado el sedán Marea como sucesor del Croma, el mismo formaba parte de una nueva familia de coches del segmento C, que se complementaba con el tándem Bravo/Brava, por lo que el Marea sucedía al Croma en forma indirecta.

### Motores
El Croma estaba disponible en una gran variedad de motores gasolina y diésel, de la familia Fiat DOHC.
Los modelos básicos tenían un motor 1585 cc con 83 CV o 1995 cc con 90 CV, seguido de dos motores de inyección 2.0, uno de 120 CV y otro con turbo y 155 CV.
El último motor 2.5 L V6 de gasolina era de Alfa Romeo, pero al igual que el 1.6, no estaba disponible en todos los mercados. El 2.0 fue diseñado específicamente para un bajo consumo, gracias a 2 colectores de admisión independientes con distinto diámetro.
El Fiat Croma fue el primer vehículo de pasajeros del mundo en tener un motor Turbo Diesel Inyección Directa, comercializado con las siglas (TD.id), y que salió a la venta en 1986.
Otros motores diésel fueron el 1.9 de Fiat, con turbo, sacando unos 92 CV y el 2499 cc de Iveco, con una versión atmosférica de 75 CV y una turbo de 115. Este sustituyó el original 2446 cc de 100 CV.
Las variantes diésel de este coche no se vendieron en Reino Unido.
| Modelo     | Motor       | Cilindrada | Potencia |
| ---------- | ----------- | ---------- | -------- |
| 1.6        | I4 SOHC 8V  | 1585 cc    | 83 CV    |
| CHT        | I4 DOHC 8V  | 1995 cc    | 90 CV    |
| CHT        | I4 DOHC 8V  | 1995 cc    | 101 CV   |
| i.e.       | I4 DOHC 8V  | 1995 cc    | 113 CV   |
| i.e.       | I4 DOHC 8V  | 1995 cc    | 116 CV   |
| i.e.       | I4 DOHC 8V  | 1995 cc    | 120 CV   |
| i.e. 16V   | I4 DOHC 16V | 1995 cc    | 137 CV   |
| i.e. Turbo | I4 DOHC 8V  | 1995 cc    | 150 CV   |
| i.e. Turbo | I4 DOHC 8V  | 1995 cc    | 155 CV   |
| V6         | V6 SOHC 12V | 2492 cc    | 160 CV   |

| Modelo       | Motor      | Cilindrada | Potencia |
| ------------ | ---------- | ---------- | -------- |
| Turbo Diesel | I4 SOHC 8V | 1929 cc    | 92 CV    |
| Diesel       | I4 SOHC 8V | 2499 cc    | 75 CV    |
| TD.id        | I4 SOHC 8V | 1929 cc    | 94 CV    |
| 2400 Turbo D | I4 SOHC 8V | 2400 cc    | 100 CV   |
| 2500 TD      | I4 SOHC 8V | 2499 cc    | 106 CV   |
| 2500 TD.id   | I4 SOHC 8V | 2499 cc    | 116 CV   |

## Segunda generación (2005–2010)

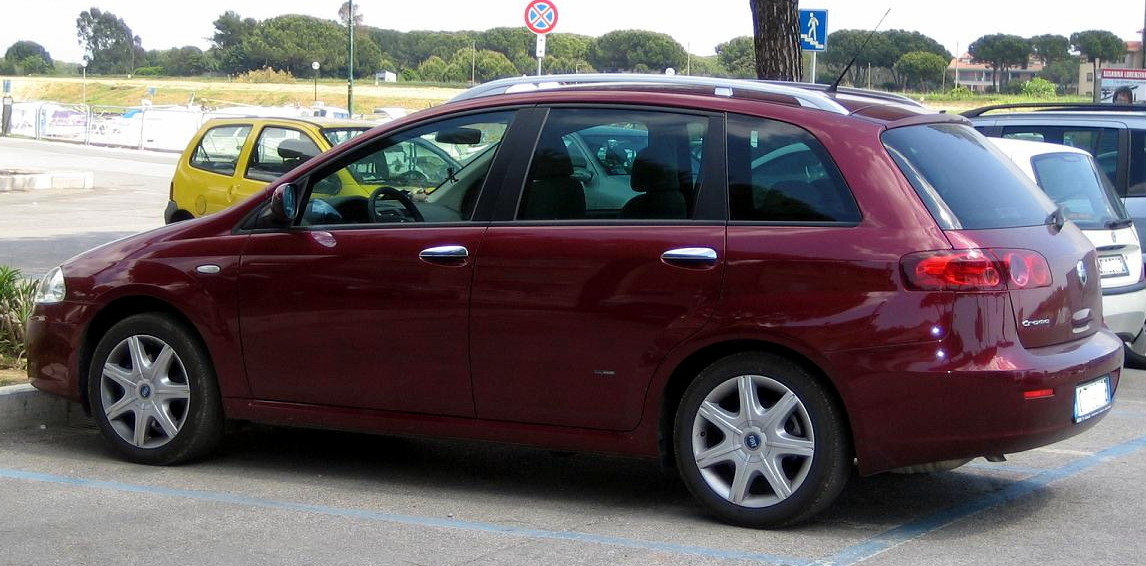
Fiat Croma

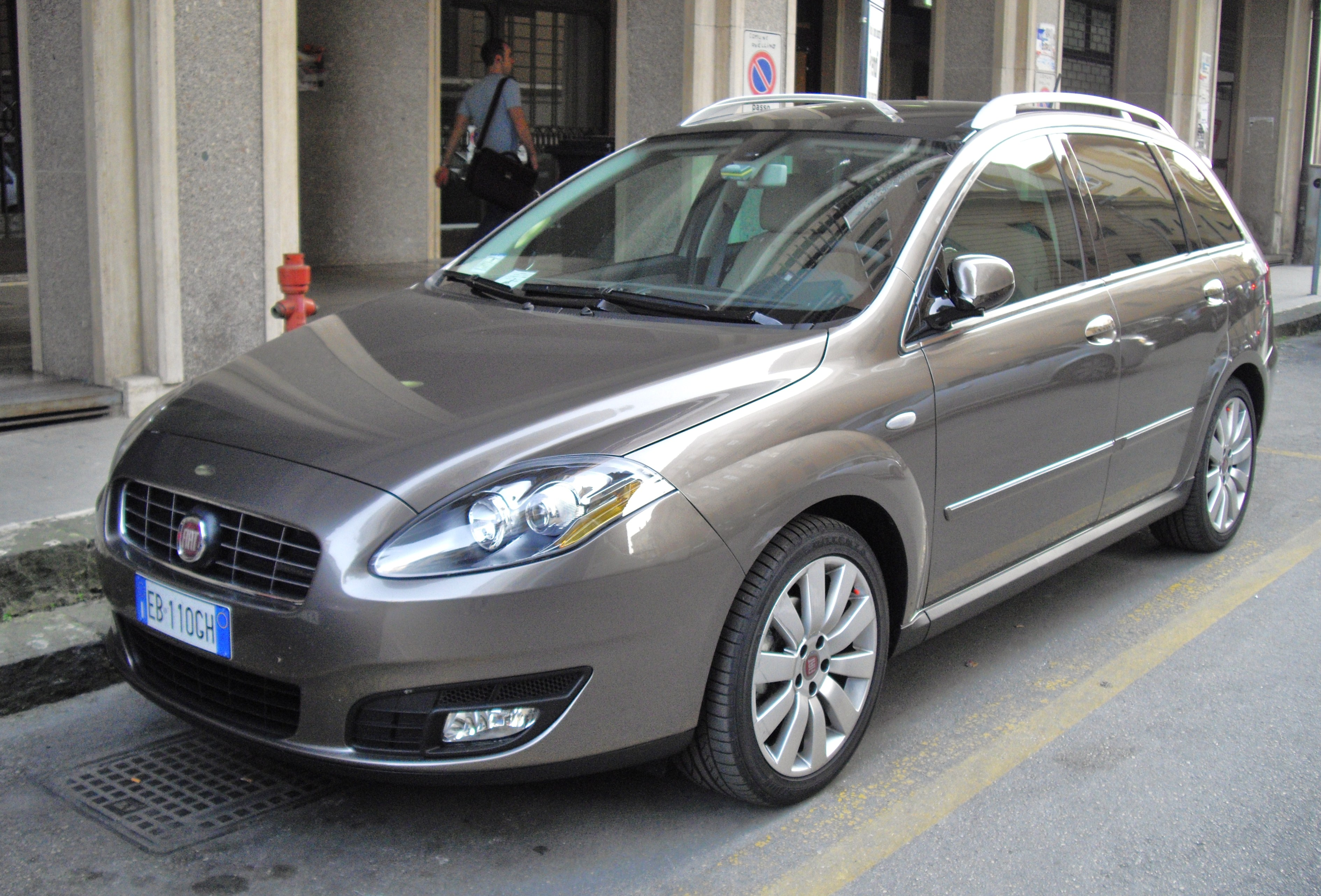
Lavado de cara del Fiat Croma

En marzo de 2005, Fiat anunció una mezcla entre una berlina y un familiar, que se asemejaba al Fiat Stilo, resucitando el nombre «Croma». Giugiaro, una vez más, estilizó el exterior, mientras que el chasis perteneció a General Motors.
El nuevo Croma (194) se fabricó en la plataforma GM Epsilon, compartiendo elementos del Opel Vectra y el Saab 9-3. Salió a la venta en Italia en junio de 2005. El coche se presentó en el Salón del Automóvil de Ginebra de 2005.
A diferencia del modelo anterior, Fiat decidió no desarrollar un coche familiar estándar, sino una «ranchera verdaderamente cómoda».
Su altura de 1600 mm (63,0 plg) lo sitúa entre el Mitsubishi Grandis y la Ford S-Max (1655 mm (65,2 plg) y 1660 mm (65,4 plg) respectivamente) y el SEAT Altea XL (1525 mm (60,0 plg)). En febrero de 2007, Fiat UK anunció que el Croma no estaría disponible en Reino Unido, vendiéndose menos de 900 unidades en todo 2005.

### Seguridad
El Croma tiene 6 sistemas de airbag estándar, incluyendo una bolsa en las rodillas del conductor. Además monta un sistema ABS. Obtuvo las 5 estrellas de la prueba EuroNCAP, en ocupación de adultos.

### Lavado de cara
El Croma recibió un lavado de cara en noviembre de 2007 y se denominó «Nuova Croma». Se montó una nueva parrilla (similar a la del Bravo) y un parachoques trasero, además de cambios en el interior. El «Nuova Croma» se vendió solo en Europa, sin incluir Reino Unido.

### Motores
El Croma, fabricado en la planta de Fiat en Cassino, tuvo 3 tipos de motor. Al igual que el chasis, el motor de gasolina fue suministrado por Opel, comenzando por el 1.8 L de 140 CV, seguido del 2.2 L con 147 CV.
Sin embargo, el grueso de las ventas fue gracias al motor MultiJet de Fiat, disponible en 3 variantes, 1.9 8v 120 CV, 1.9 16v 150 CV y el tope de gama con 5 cilindros 2.4 20v y 200 CV. Los motores diésel se montaron con motores estándar de 6 marchas manual y 6 marchas automático.
El consumo en la versión de gasoil se establecía en torno a los 5,1 y los 6 litros cada 100 km. Esta media se ponderaba a un valor de entre 4,5 y 5,5 en carretera.

#### Gasolina
| Modelo      | Motor       | Cilindrada | Potencia           | Par                |
| ----------- | ----------- | ---------- | ------------------ | ------------------ |
| 1.8 MPI 16V | I4 DOHC 16V | 1 796 cc   | 140 CV a 6 300 rpm | 175 Nm a 3 800 rpm |
| 2.2 MPI 16V | I4 DOHC 16V | 2 198 cc   | 147 CV a 5 800 rpm | 204 Nm a 4 000 rpm |

#### Diésel
| Modelo           | Motor       | Cilindrada | Potencia           | Par                |
| ---------------- | ----------- | ---------- | ------------------ | ------------------ |
| 1.9 MultiJet 8V  | I4 DOHC 8V  | 1 910 cc   | 120 CV a 4 000 rpm | 280 Nm a 2 000 rpm |
| 1.9 MultiJet 16V | I4 DOHC 16V | 1 910 cc   | 150 CV a 4 000 rpm | 320 Nm a 2 000 rpm |
| 2.4 MultiJet 20V | I5 DOHC 20V | 2 387 cc   | 200 CV a 4000 rpm  | 400 Nm a 2 000 rpm |